# Sólo Personal Autorizado
Sólo Personal Autorizado es una división de operaciones negras ficticia de la CIA en la serie de televisión Alias. La división tiene su base de operaciones bajo el sistema de metro de Los Ángeles.

## Historia
Sólo Personal Autorizado es una división de operaciones, financiada con dinero procedente de la CIA, realiza operaciones de alto secreto que escapan incluso a la supervisión del congreso, es independiente y no opera a través de Langley, el propio SD-6 de la CIA. Su primer director fue Arvin Sloane, quien también dio su nombre a la organización como una broma interna ya que la entrada principal a la base de operaciones está detrás de una puerta de mantenimiento en el sistema de metro de Los Ángeles en la que dice " Sólo Personal Autorizado". Sloane fue escogido debido a su experiencia que tenía del SD-6, que satisfactoriamente se hizo pasar por una división negra de la CIA durante varios años. Todos sus miembros iniciales fueron escogidos por Sloane, y para mantener la tapadera de APO como una unidad que oficialmente no existe, todos los miembros de la CIA en las anteriores temporada dimiten de formas diferentes para pasar a formar parte de APO.
Aunque encabezado por Sloane, APO en última instancia, es la Directora de la CIA Hayden Chase, quien tiene la última palabra y en el final de la cuarta temporada, Sloane fue retirado de su cargo y sustituido por Jack Bristow, quien permaneció como responsable de APO en la quinta temporada. Sloane en última instancia fue devuelto a APO como el subdirector, aunque en realidad era un agente doble que trabajaba para Profeta Cinco, una organización criminal que también fingió ser la CIA para reclutar a nuevos agentes. Permitieron a Sloane volver a APO para usar sus recursos y conocimiento y así poder encontrar una cura para Nadia Santos, su hija, después de lo ocurrido al final de la cuarta temporada.

## Personal
Los primeros agentes reclutados:
- Jack Bristow
- Sydney Bristow
- Michael Vaughn
- Marcus Dixon

Nadia Santos se une a APO poco más tarde. Marshall Flinkman fue reclutado para servir como el apoyo de tecnología. Eric Weiss también se hizo un miembro después de que en una misión para la CIA su camino se cruza con Sydney y Vaughn durante una misión de APO. 
En la quinta temporada, tras la muerte de Michael Vaughn, el traslado de Eric Weiss a Washington D. C. y la hospitalización de Nadia por su enfermedad, APO reclutó dos nuevos miembros: Thomas Grace y Rachel Gibson. Grace fue reclutado de otra división de la CIA, mientras Gibson era una antigua agente de Profeta Cinco que trabajaba bajo el mando de Gordon Dean pensando que en realidad lo hacía para la CIA.
APO fue destruido por una bomba colocada en el metro por Julian Sark, bajo órdenes de Sloane. APO y el metro fue evacuado, pero el agente Thomas Grace se queda atrás para ralentizar el contador de la bomba y muere en la explosión.
- Datos: Q2308838